# Furukawa
Furukawa (古川市 Furukawa-shi?) a fost un municipiu din Japonia, prefectura Miyagi.
La 31 martie 2006 Furukawa, împreună cu orașele Iwadeyama și Naruko din districtul Tamatsukuri, orașele Kashimadai, Matsuyama și Sanbongi din districtul Shida, și orașul Tajiri din districtul Tōda au fost comasate pentru a crea municipiul Ōsaki. Districtele Tamatsukuri și Shida au fost desființate.